# Musée suisse du cheval
 (juillet 2022).
Si vous disposez d'ouvrages ou d'articles de référence ou si vous connaissez des sites web de qualité traitant du thème abordé ici, merci de compléter l'article en donnant les références utiles à sa vérifiabilité et en les liant à la section « Notes et références ».

C’est peu après la suppression de la cavalerie de l’armée suisse, intervenue en 1972, que l’idée de créer un musée du cheval émerge.
Le Musée du cheval est situé sur le domaine du château de La Sarraz, en Suisse. Il retrace l'histoire du cheval, présente les principales activités ainsi que de nombreux objets et œuvres d'art  ayant un rapport avec lui.

## Histoire
C’est peu après la suppression de la cavalerie de l’armée suisse, intervenue en 1972, que l’idée de créer un musée du cheval émerge. Le Musée est installé depuis 1982 dans l'ancienne grange du château de La Sarraz, construite en 1725. Il a reçu en dons ou en prêts de très nombreux objets, œuvres d'art et documents en rapport avec le cheval.  Après avoir connu une affluence de 10 000 entrées par années à ses débuts, le musée voit sa fréquentation baisser jusqu'à moins de 3 000 au début des années 2010, ne permettant plus de couvrir les frais engendrés. Pour cette raison, le musée doit, depuis 2014, payer à nouveau un loyer au château qui l'héberge, mettant ainsi en péril sa survie.

## Collections
- Le temps des diligences

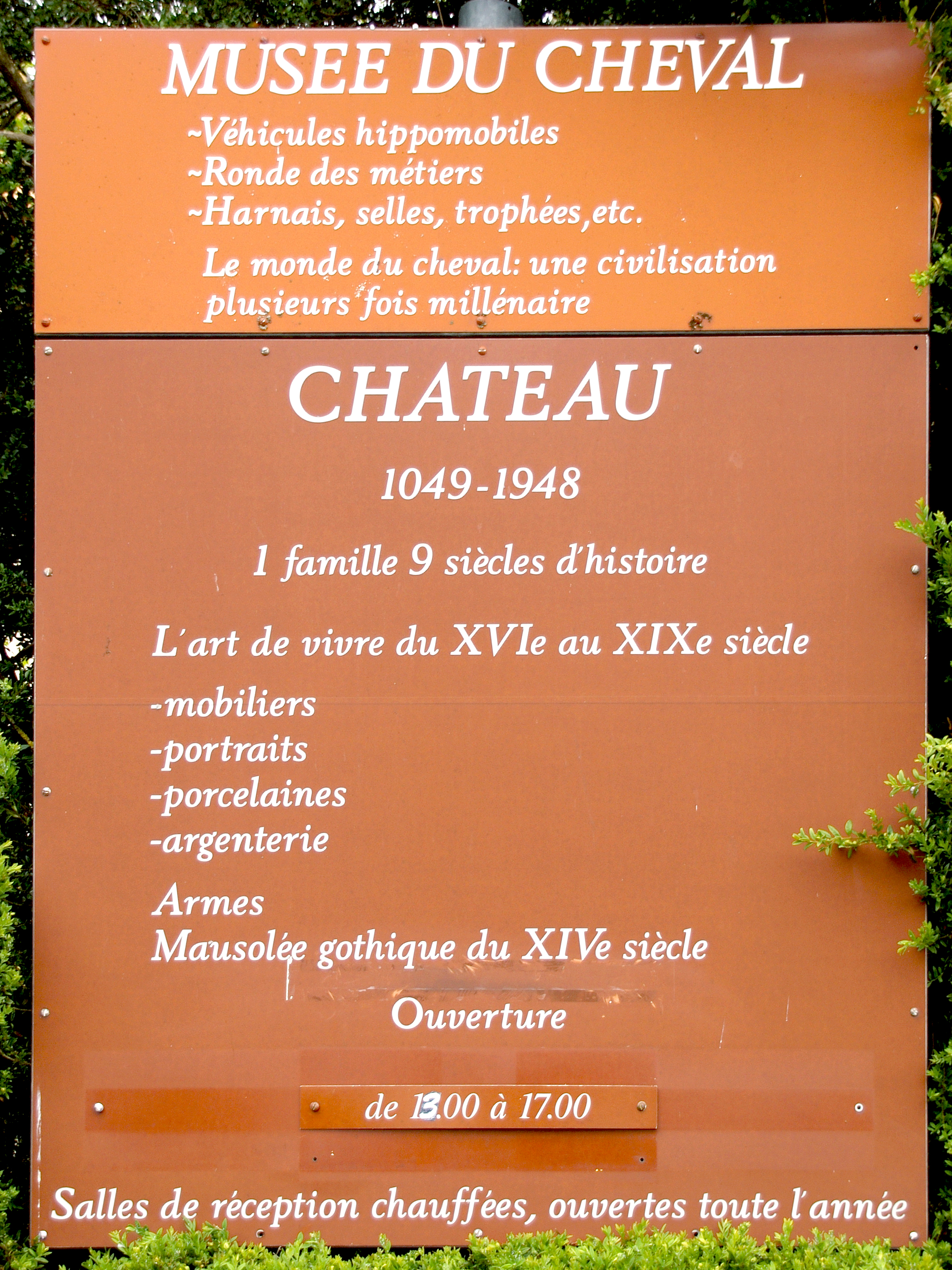
Panneau.

L'authentique diligence postale du Grimsel

L'ambulance de la clinique psychiatrique de Münsingen construite en 1900
- La ronde des métiers

Reconstitution de la forge de Dardagny

Reconstitution d’une sellerie pour expliquer la fabrication des harnais et des selles
- Le cheval à l'armée

On peut y voir des objets ayant appartenu à Napoléon, trois selles à la française en velours cramoisi, trois brides garnies d’argent et quatre fusils de chasse. Ces objets devaient être remis à son fils, le Napoléon II le Roi de Rome. N’ayant pu donner suite au vœu exprimé par l’empereur dans son testament, Jean-Abram Noverraz déposa ces précieuses reliques entre les mains du Conseil d’État du canton de Vaud.
- Le cheval en ville

Mannequin du cheval Lippizan
- Le cheval, source de joie

Un cheval balançoire remontable avec poupée.
- Le cheval dans l’art

Tête de cheval en bronze de Carl Milles

## Prix
En 1986, il a reçu le Prix international du Musée de l'année, haute distinction patronnée par le Conseil de l'Europe, qui récompense le ou les musées ayant apporté une contribution importante à la compréhension du patrimoine culturel européen.